# Manuel Belgrano
Pour les articles homonymes, voir Belgrano.
 (février 2020).
Si vous disposez d'ouvrages ou d'articles de référence ou si vous connaissez des sites web de qualité traitant du thème abordé ici, merci de compléter l'article en donnant les références utiles à sa vérifiabilité et en les liant à la section « Notes et références ».
Manuel Belgrano est un intellectuel, avocat, homme politique et militaire argentin (Buenos Aires le 3 juin 1770- 20 juin 1820). Il est un des principaux leaders de la guerre d'Indépendance et le créateur du drapeau de l'Argentine.

## Biographie

### Jeunesse
Manuel José Joaquín del Sagrado Corazón de Jesús Belgrano était un criollo d'origine italienne par son père (originaire d'Oneille, en Ligurie). Sa mère, María Josefa González Casero était d'ascendance espagnole et native de l'ancienne ville de Santiago del Estero.
Entre 1786 et 1793, il étudia le droit à l'Université de Salamanque, où il obtint une médaille d'or. Fervent catholique, il obtint du Vatican le droit spécial de lire des textes prohibés. Il se mit à lire Rousseau, Diderot, Voltaire, Montesquieu. Il suivit les affrontements de la Révolution française de 1789, qui l'influença au point de lui faire adopter l'idéal libéral. De retour au Río de la Plata en 1794, il fut nommé secrétaire du Consulado de Buenos Aires (1794-1810). Il s'opposa ouvertement aux invasions britanniques du Río de la Plata. Devenu indépendantiste, il devint un des principaux dirigeants de l'insurrection de 1810, qui se transforma en la Révolution de Mai. Il fit partie de la Première Junte, embryon de gouvernement argentin.

### Général à la tête de l'armée de l'Indépendance
Sans formation militaire professionnelle, il fut nommé général à la tête de l'armée de libération du Paraguay. Lors de cette campagne il réussit à libérer la Mésopotamie, fondant les villes de Curuzú Cuatiá et Mandisovy (actuelle Federación) comme muraille contre les invasions brésiliennes, mais fut battu par les royalistes au Paraguay et à Tacuarí (1811).
Chargé de l'armée du nord, il commanda la retraite de Jujuy et remporta les batailles décisives de Tucumán (1812) et de Salta (1813), qui préservèrent l'indépendance argentine de la contre-offensive royaliste. Mais il échoua en 1813 dans sa tentative de pénétrer au Haut-Pérou — nom de l'actuelle Bolivie. 
Belgrano commanda aussi dans des campagnes de libération de la Banda Oriental, coopérant directement avec José Gervasio Artigas.
Injustement mis en question par le gouvernement de Buenos Aires, il fut forcé de renoncer au commandement militaire et se mit sous les ordres du colonel José de San Martín. Ceci résultait fondamentalement des échecs subis à Vilcapugio et Ayohuma. De plus il devint gravement malade, atteint par des affections contractées lors de ses campagnes militaires (paludisme, maladie de Chagas).
Bien qu'il ait trouvé une armée matériellement et moralement décimée, San Martín reconnut le grand travail effectué par Belgrano dans le combat de libération lors des terribles campagnes du Haut Pérou, professant à son égard respect et admiration.

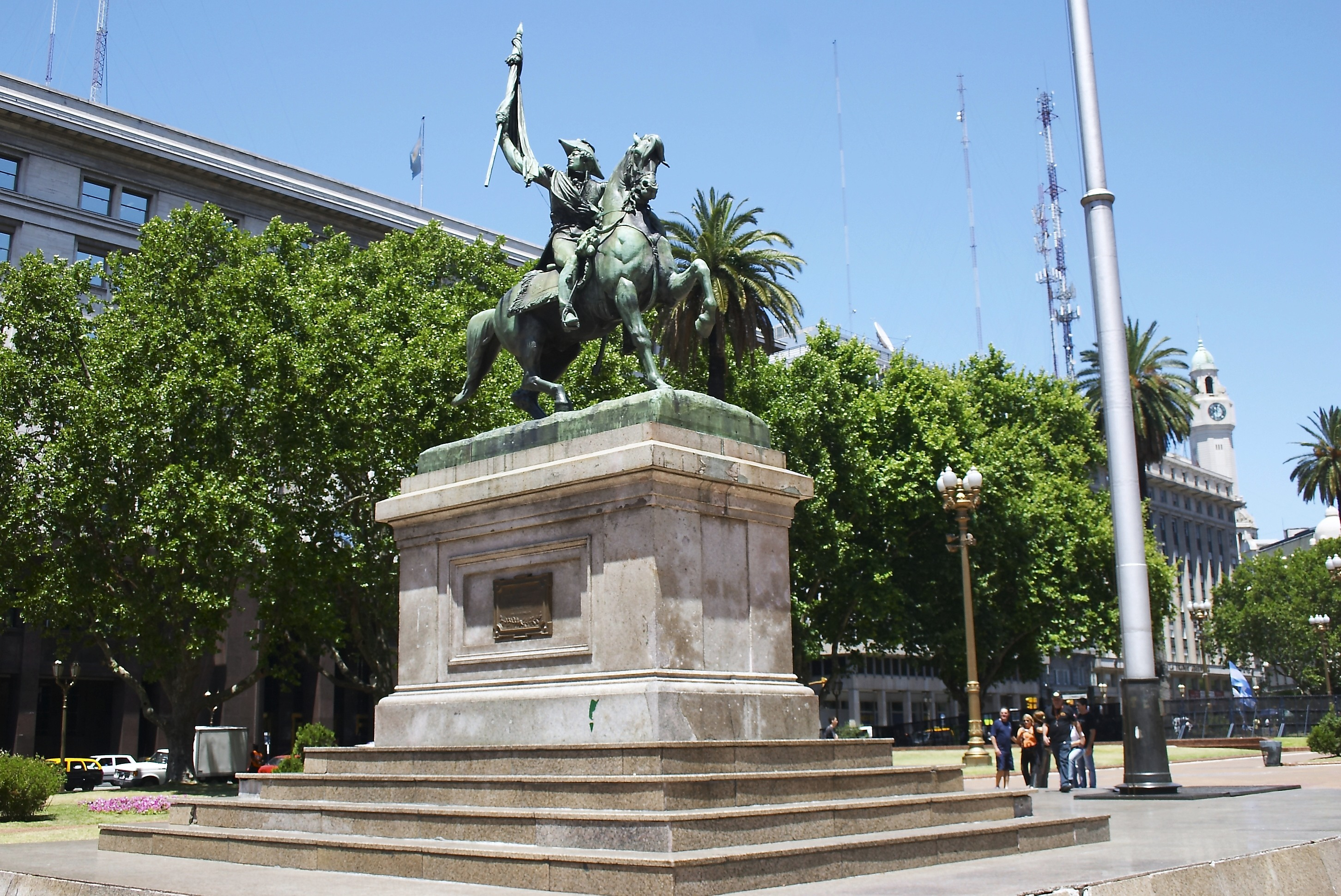
Statue équestre, sur la Plaza de Mayo rendant hommage à Belgrano depuis 1873, par Carrier-Belleuse
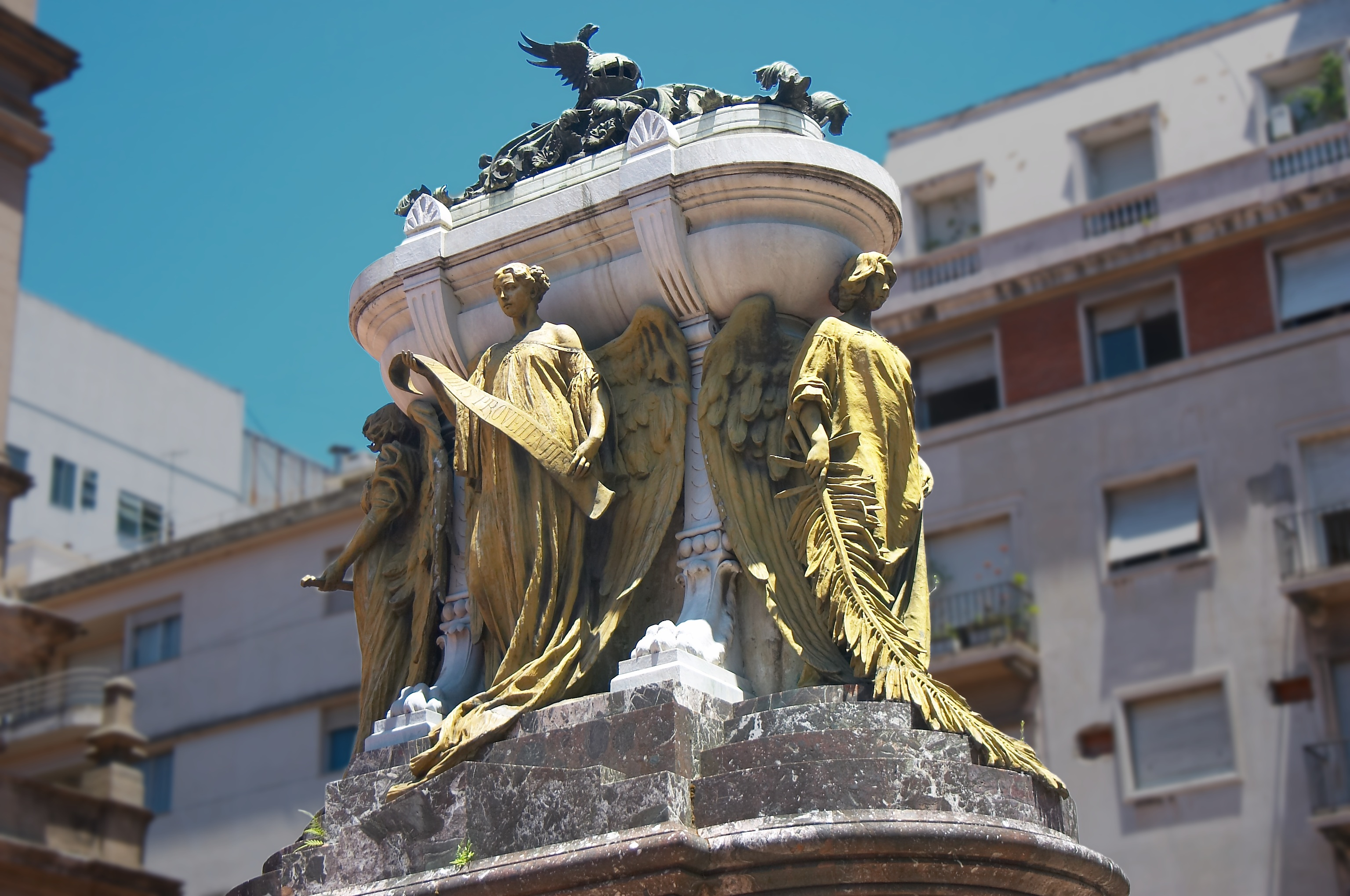
Mausolée de Manuel Belgrano au Convento de Santo Domingo à Buenos Aires
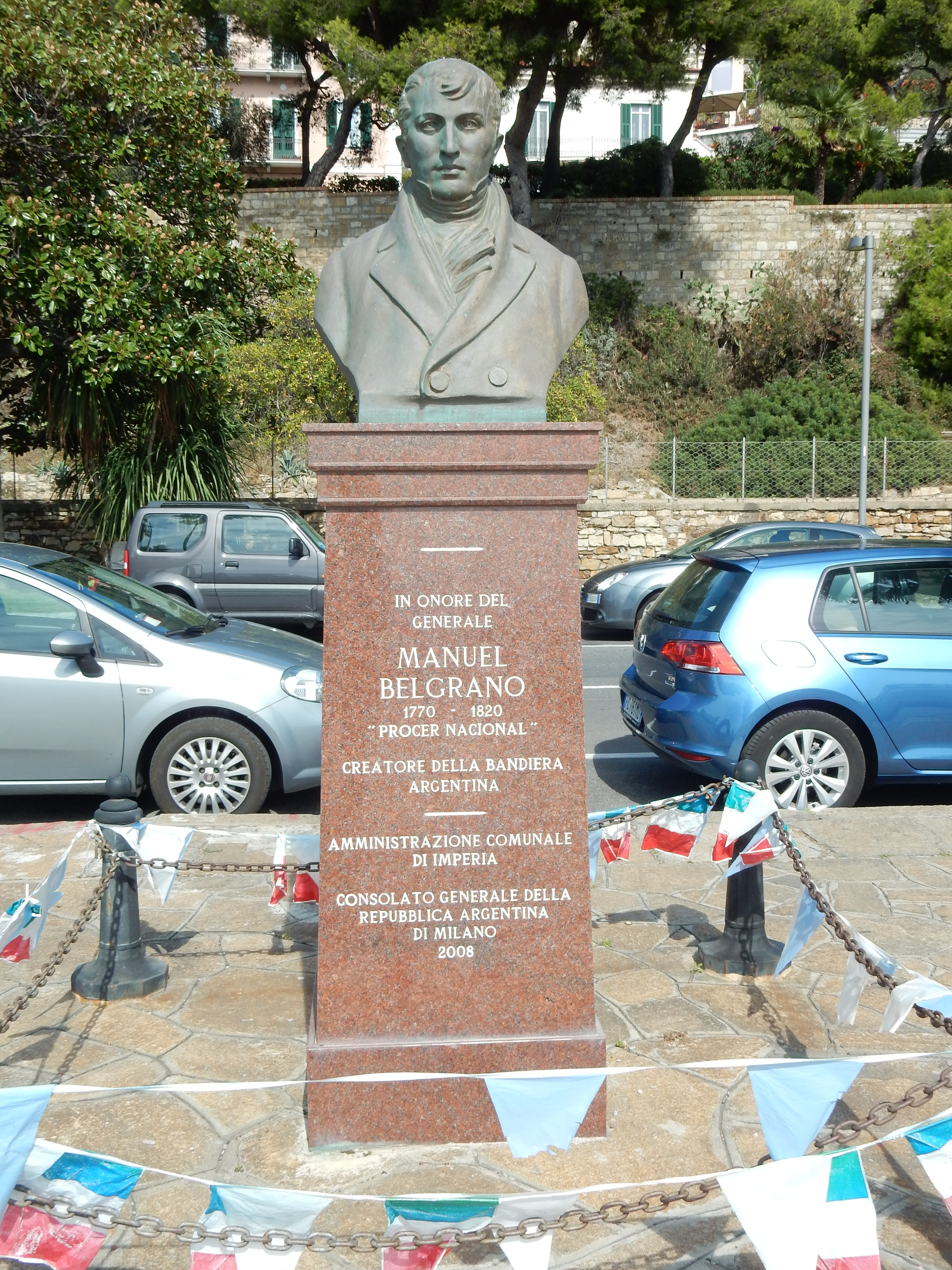
Imperia Oneglia, monument à Manuel Belgrano, buste par Luigi Brizzolara 1933

### Négociateur en Europe
Belgrano continua dès lors à prêter des services à la cause argentine sur le plan diplomatique. En 1814-1815 il voyagea en Europe au péril de sa vie (non seulement à cause de sa maladie, mais il risquait d'être considéré comme un rebelle terroriste ou subversif). Il s'agissait de négocier la reconnaissance des puissances du Vieux Monde ; mais sans obtenir de résultats. 
C'était l'époque de la Sainte-Alliance et il put observer la féroce hostilité de quasiment tous les gouvernements européens contre les États républicains ou démocratiques. C'est pourquoi, après son retour au pays, il proposa, comme José de San Martín et pour des raisons identiques, un gouvernement de transition vers une monarchie constitutionnelle. Sa proposition impliquait une monarchie avec monarque sans pouvoir réel, offrant le trône à un des descendants des Incas, ainsi qu'un gouvernement de type parlementaire. Cette ingénieuse proposition avait pour but d'obtenir rapidement une reconnaissance internationale. 
Sa proposition d'offrir le trône à un des descendants des Incas fut ridiculisée par ses contemporains, mais cette proposition aurait pu attirer l'adhésion des populations nombreuses de toute la zone andine correspondant à la Bolivie, au Pérou et à l'Équateur au mouvement de libération qui naissait en Argentine.
Avec San Martín et Bernardo de Monteagudo, Manuel Belgrano est l'un des principaux promoteurs de 
la déclaration définitive d'indépendance argentine à San Miguel de Tucumán, le 9 juillet 1816.

### Mort d'un héros humaniste
Belgrano passa les dernières années de sa vie en combattant à la tête de l'armée du nord, avant de mourir d'hydropisie dans la pauvreté. 
Pour ses victoires de Tucumán et de Salta on lui octroya comme prime une très importante somme en monnaie d'or. Belgrano répondit qu'il préférait être un bon fils de la Patrie, plutôt qu'être père de celle-ci. Il déclara que l'argent de cette prime devait aller à la construction d'écoles publiques gratuites dans les villes de Tarija (en Bolivie actuelle), de Jujuy, de Salta, de San Miguel de Tucumán et de Santiago del Estero.

## Hommages
Son nom, Belgrano, a depuis été donné à une dizaine de lieux en Argentine, à des voies de communications, à un navire de guerre (croiseur Général Belgrano), au premier cargo de la compagnie des Chargeurs Réunis en 1872, une université, un astéroïde, etc.